# 福岛史帆实
福岛史帆实（日语：／ Fukushima Shihomi，1995年6月19日—），日本女子击剑运动员，2018年亚洲运动会女子佩剑团体铜牌得主、2022年世界击剑锦标赛女子佩剑团体铜牌得主、2022年亚洲运动会女子佩剑团体银牌得主。